# 대한뉴스
《대한뉴스》는 1953년부터 1994년까지 매주 대한민국 정부가 제작하여 영화관에서 상영했던 영상 보도물이다. 1994년 12월 31일 2040호를 끝으로 종영했으며, 기존 대한뉴스의 역할은 케이블 TV 채널인 K-TV(현 KTV 국민방송)로 대체되었다.
1~21호는 한국 전쟁으로 인해 현재는 전해지지 않으며 실질적인 내용은 22호부터 (1953.6.23)볼 수 있다.

## 타이틀 변천사
1945년 해방 이후에 《조선시보》로 시작해서 1948년 대한민국 정부 수립 이후 《대한전진보》, 1953년 《대한뉴스》로 이름이 바뀌었고, 1955년 외래어 표기법 개정에 따라 《대한늬우스》를 거쳐 《대한뉴우스》로 바뀌었다가 1980년대부터 《대한뉴스》라는 이름으로 사용하였다. 1980년 3월 15일 《카메라 순보》로 바뀌었다가 이듬해 6월 3일부터 다시 원래의 이름으로 돌아왔다.

## 주요 기록
대한뉴스에서 보도된 역사적 사실은

### 한국의 현대사
- 4.19 혁명
- 5·16 군사 정변
- 1·21 사태
- 경부고속도로 개통
- 호남고속도로 개통
- 영동고속도로 개통
- 동해고속도로 개통
- 새마을 운동
- 서울 지하철 1호선 개통
- 10·26 사건
- 5·18 광주 민주화 운동
- 이산가족찾기 생방송
- 서울 아시안 게임
- 6월 민주 항쟁
- 서울 올림픽
- 남북한 유엔 동시가입
- 대전 엑스포 개최

등이 있다.

#### 세계의 현대사
- 1961년 베를린 장벽을 건설함. - 1961년 베를린 장벽을 건설할 당시에 독일민주공화국 사람이 독일 연방공화국으로 탈출하지 못하도록, 독일민주공화국 정부에서 동베를린 국경의 주택들의 창문조차 벽돌을 쌓아서 닫아버린 역사를 보도함. 심지어 동베를린 안의 독일연방공화국 영토인 서베를린 주민인 장모가 따님이 사는 집의 창문이 닫히는 바람에 동베를린에 사는 따님과 사위의 결혼을 보지 못하고 우는 사건, 자유가 억압받음에 항의하여 동베를린 주민이 살던 집에서 뛰어내렸다가 골절상을 입은 사건도 보도하였음.

## 평가
현대 대한민국 사회상을 담은 영상 자료로서 가치를 인정받고 있으나, 시의성 없는 정부 홍보물에 불과하다는 비판과 함께 21세기를 앞두고 이미 텔레비전 등의 매체가 거의 대부분 보급되고 인터넷과 같은 뉴미디어 시대가 가까워지기 시작했는데 이미 접한 뉴스를 강제적으로 다시 보게 한다는 비판이 있었다. 이러한 문제점이 제기되면서 1980년대 말 이후 대한민국에서는 대한뉴스를 폐지해야 한다는 여론이 형성되었고 1994년 8월 대한뉴스와 문화영화를 폐지하는 대한민국 영화진흥법안이 최종 확정되었다. 그리고는 1994년 12월 말 2040호를 끝으로 대한뉴스는 영원히 역사속으로 사라졌다. 이후 정부홍보 기능은, 1995년 3월 1일에 개국한 케이블TV 채널인 K-TV 한국영상(현 KTV 국민방송)으로 그 명맥을 이어가고 있다.

## 2009 대한늬우스
이명박 정부 당시 4대강 살리기 사업의 홍보를 위해 대한뉴스를 패러디하여 만든 정책홍보 광고로, 2009년 6월 25일부터 전국 극장에서 상영하였으나 '관제홍보 부활', '여성 비하'라는 비판이 제기되었고, 결국 그 해 7월 상영을 중단하였다.
한국방송공사의 개그콘서트 〈대화가 필요해〉 코너의 형식을 빌려 해당 코너에 출연했던 김대희, 장동민이 출연하며 신봉선 역할에는 양희성이 출연하였다. 1편 〈가족여행〉에서는 4대강 살리기 사업의 관광 산업 측면을, 2편 〈목욕물〉에서는 수자원 관리 측면을 다루었다. 이처럼 영화관에서 정책홍보 광고를 상영하자는 아이디어는 이명박 대통령이 직접 제안한 것으로 알려졌다.

## 서비스
인터넷 다시보기 서비스는 무료로 제공되며, 화면 상단 오른쪽에는 KTV 국민방송이 표시된다. 또한 화면 중앙에는 대한민국 정부 마크를 형상화한 워터마크가 삽입되어 있다.

## 같이 보기
- 대한민국의 언론